# Palatina augusztusi muskotály
A Palatina egy hazai nemesítésű csemegeszőlőfajta. Kozma Pál és munkatársai állították elő 1966-ban Seyve-Villard 12375 x Szőlőskertek királynője muskotály keresztezésével.

## Leírása
Elterjedtsége: új fajta, állami elismerésben 1996-ban részesült. Házikerti fajta. Tőkéje: középerős vagy erős növekedésű, sok vesszőt nevel, félig felálló vesszővel.
Fürtje: nagy (210 g), tetszetős, közepesen tömött, kissé vállas. Érésideje: augusztus első felében zsendül és második felében szedhető. Termésbiztonsága kiváló.
Érzékenysége:gombás betegségekkel szemben ellenálló, rothadásra nem hajlamos.A talaj és a fekvés iránt nem igényes. Alföldi körülmények között is termeszthető. Fagy- és téltűrő képessége jó.
Művelésmód, metszésmód: magas-művelésre és lugasok, tető-lugasok kialakítására alkalmas, hosszú-csapos, félszálvesszős metszés ajánlott. Jól szállítható és tárolható fajta